# Роунн (Індіана)
Роунн (англ. Roann) — місто (англ. town) в США, в окрузі Вобаш штату Індіана. Населення — 441 особа (2020).

## Географія
Роунн розташований за координатами 40°54′40″ пн. ш. 85°55′28″ зх. д. / 40.91111° пн. ш. 85.92444° зх. д. (40.911067, -85.924476).  За даними Бюро перепису населення США в 2010 році місто мало площу 0,59 км², уся площа — суходіл.

## Демографія
Згідно з переписом 2010 року, у місті мешкало 479 осіб у 186 домогосподарствах у складі 130 родин. Густота населення становила 813 особи/км².  Було 208 помешкань (353/км²).
Расовий склад населення:
| - 98,5 % — білих - 0,6 % — корінних американців - 0,4 % — азіатів |

До двох чи більше рас належало 0,4 %. Частка іспаномовних становила 0,0 % від усіх жителів.
За віковим діапазоном населення розподілялося таким чином: 28,0 % — особи молодші 18 років, 55,5 % — особи у віці 18—64 років, 16,5 % — особи у віці 65 років та старші. Медіана віку мешканця становила 35,6 року. На 100 осіб жіночої статі у місті припадало 84,9 чоловіків;  на 100 жінок у віці від 18 років та старших — 87,5 чоловіків також старших 18 років.
Середній дохід на одне домашнє господарство  становив 46 238 доларів США (медіана — 40 156), а середній дохід на одну сім'ю — 51 373 долари (медіана — 43 438). Медіана доходів становила 36 818 доларів для чоловіків та 27 500 доларів для жінок. За межею бідності перебувало 31,3 % осіб, у тому числі 49,2 % дітей у віці до 18 років та 6,6 % осіб у віці 65 років та старших.
Цивільне працевлаштоване населення становило 238 осіб. Основні галузі зайнятості: освіта, охорона здоров'я та соціальна допомога — 34,0 %, виробництво — 15,5 %, транспорт — 8,8 %, мистецтво, розваги та відпочинок — 7,6 %.